# Etam
Группа Etam (произносится: Эта́м) — французская холдинговая компания, созданная во второй половине 20-го века и котирующаяся на Парижской фондовой бирже с 1997 по 2017 год. Она имеет юридическую форму акционерного товарищества.
Исторически сложилось так, что группа возникла в 1958 году после слияния Etam, компании, основанной в 1916 году в Германии Максом Линдеманом (фр. Max Lindemann), занимающейся распространением чулок и женского белья, и Setamil, производства кисеи, основанного Мартеном Милькьором (фр. Martin Milchior) в 1925 году. В 1963 году партнёры выбрали Etam в качестве название группы, потому что оно было связано с их обоюдным успехом: магазины Etam с одной стороны и кисея Setamil с другой. Благодаря своим брендам (Etam, Undiz и 1.2.3) группе удалось утвердиться более чем в 55-ти странах.
В 2010 году основным акционером являлась семья-основатель с 68,5 % акций, распределённых между семьёй Пьера Милькьора (53,5 %) и семьёй Мари-Клер Тарики (фр. Marie-Claire Tarica), сестры Пьера Милькьора (15 %), тогда как остальные 31,5 % принадлежали различным акционерам, включая Жоржа Линдемана.
Руководителями Etam Développement стали Пьер Милькьор, его сын Лоран Милькьор (фр. Laurent Milchior) и Мари-Клер Тарика.
В конце 2015 года у группы было 4098 торговых точек (748 во Франции, 262 в Европе, 2877 в Китае и 276 франшиз) и 3 веб-сайта для каждого из брендов. В Европе Etam Lingerie имеет более 600 торговых точек.
Все профессиональные активы семьи оценивались Challenges в 2018 году в 270 миллионов евро.

## История
В сентябре 1916 года Макс Линдеман, ранее директор чулочной фабрики Strumpfhaus Meyer в Хемнице, основал свою собственную компанию Strumpfhaus Etam, целью которой являлось производство и распространение тонких и прочных синтетических чулок и женского белья с сеточкой из кисеи (фр. étamine), ткани которая и вдохновила его дать имя бренду Etam. Широкий ассортимент продукции был ориентирован на активных женщин, а именно они были призваны заменить в сфере труда мужчин, ушедших на фронт во время Первой мировой войны. Он открыл свой первый магазин Etam в Германии, в Берлине, на улице Фридрихштрассе, n° 176, на углу улицы Ягерштрассе.
В 1924 году Макс Линдеман представил на рынке «нераспускающиеся» чулки. Это новшество вывело репутацию Etam за пределы Германии. Вместо того чтобы рисковать утратой своего состояния, действуя в одиночку на зарубежных рынках, Линдеман образовал местные партнёрства, отвечающие за развитие Etam посредством франшизы. В начале «ревущих двадцатых» без чрезмерных инвестиций Линдеман организовал магазины Etam в Аргентине, Бельгии и Голландии. В 1923 году Etam открыл свой первый бутик в Лондоне, на Оксфорд-стрит. В 1928 году Etam открыл свой первый бутик в Париже по адресу 376, улица Сент-Оноре.
В 1937 году магазины Etam пострадали от навязанной нацистами политики выселения евреев, что привело к ликвидации предприятия в Германии в 1938 году. Макс Линдеман смог перенести штаб-квартиру своей компании во Францию.
В то же время Мартен Милькьор в 1925 году в Бельгии, а затем в 1929 году во Франции открыл сеть магазинов нижнего белья под вывеской Setamil, после чего, в 1936 году, основал свою фабрику в Муво, на севере Франции (ставшую с тех пор техническим центром группы, в котором работают 80 человек).
После смерти отца Пьер Милькьор стал директором компании Setamil и в 1961 году решил присоединиться к группе Etam France, чтобы заложить фундамент сильного бренда нижнего белья под названием Etam. Etam выпустила Prêt-à-porter (Etam PAP) в 1963 году, когда Setamil объединилась с предприятиями Mayer под брендом Etam. В том же году группа имела уже 49 магазинов.
В 1965 году бренд разработал постоянное автоматическое пополнение ассортимента.
Затем, в 1968 году, он создал первые трусики с рисунком в комплекте с фантазийным бюстгальтером.
В 1970-х годах Etam запустил бренд Tammy в Великобритании, предназначенный для девочек-подростков, в 1998 году выкупил Etam UK, но поскольку эта ветвь была убыточной, то в конечном счёте в 2005 году он уступил свои английские предприятия мультинациональному ритейлеру Arcadia Group английского миллиардера Филиппа Грина (фр. Philip Green). В то время Etam первым вводил новшества, как, например, использовал для бюстгальтеров вешалки. Затем, в 1981 году, он разработал новую концепцию, согласно которой изделия находились уже не в ящиках, а в картонных коробках.
В 1983 году группа Etam создала бренд 1.2.3, предназначенный для более традиционной и элитной клиентуры.
В 1995 году группа Etam решила вступить в партнёрские отношения с китайской семьей, чтобы обосноваться в Китае, где в настоящее время она имеет 3400 торговых точек в основном в виде корнетов в торговых центрах. Через несколько лет группа развернула свою деятельность на всей территории Китая посредством трёх брендов Etam, Etam Week-End и Etam Sport и делала там более трети своего оборота.
20 июня 1997 года на Парижской фондовой бирже акции Etam Development котировались с начальной ценой в 51,83 евро.
В 1998 году группа приобрела Etam PLC после предложения о поглощении и открыла первый магазин готовой одежды Etam в Италии в торговом центре в Бергамо (Милан). В том же году Etam объединил усилия с Celio для запуска сети магазинов с низкими ценами WMK (for Women, Men and Kids), и продвинул франшизы в Ливан и Саудовскую Аравию.
В 2000 году Etam открыла свои первые магазины в Японии, Португалии, Тунисе и Бахрейне. С целью поддержания своего стареющего имиджа, Etam также решила организовать первые магазины смешанного типа с большой площадью, составляющей в среднем 1000 м², которые были бы более просторными и светлыми и объединили бы три бренда группы: Etam Ready-To-Wear, Etam Lingerie и Tammy.
В 2001 году Etam создала в Париже «La Cité de la Femme» (Горд женщин) на улице Риволи, крупнейший в Европе магазин нижнего белья площадью более 4000 м².

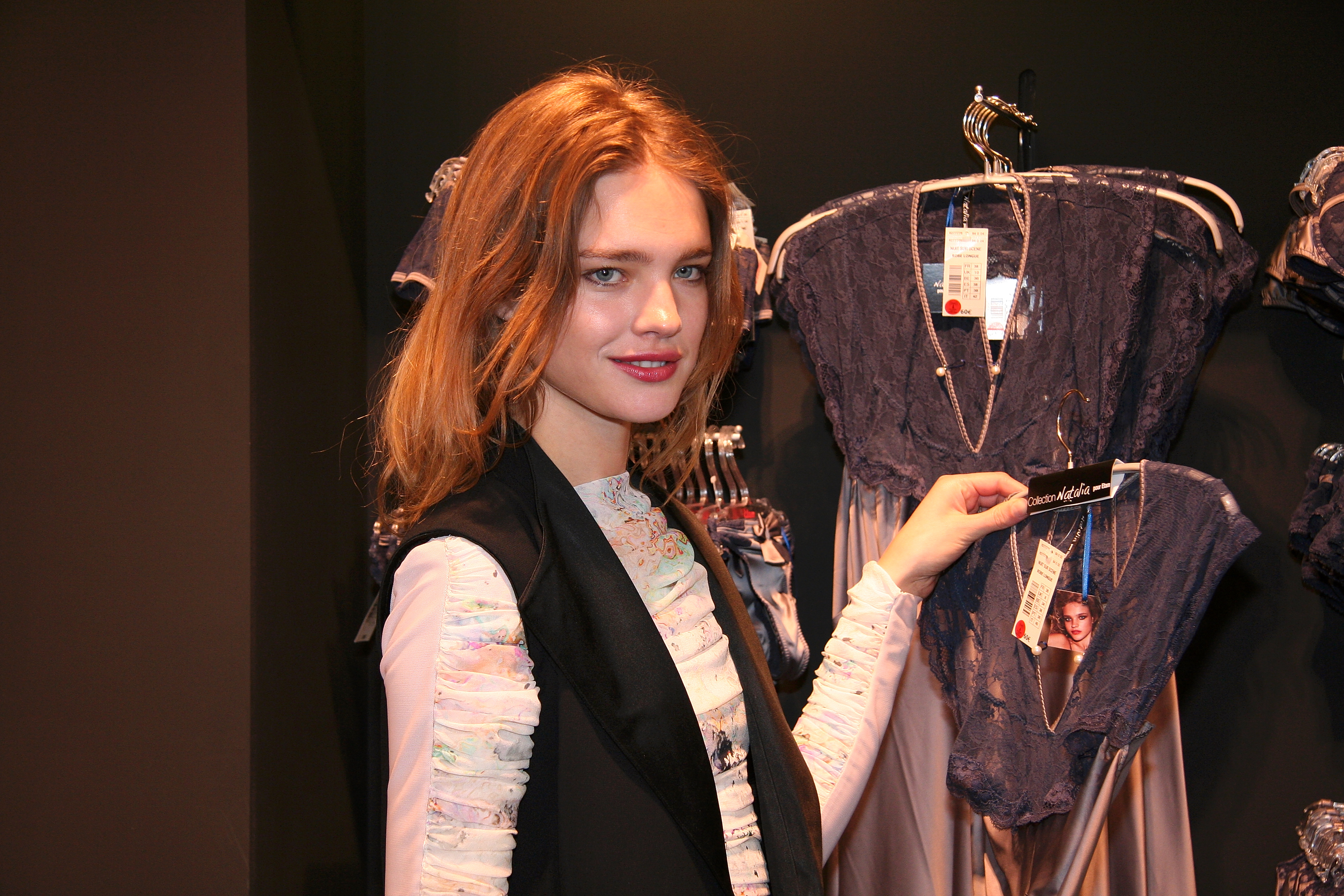
Наталья Водянова с её Etam lingerie в апреле 2008

В 2006 году Etam утвердилась в Индии.
В 2006 году для бренда разработала бельё Фифи Чахнил (фр. Fifi Chachnil); В следующем году капсульную коллекцию готовой одежды и белья разработала Лолита Лемпика (фр. Lolita Lempicka). Затем в 2008 году коллекция «Женщина» со ссылкой на Жана Поля Готье отметила возвращение смешанного типа. С 2008 года Etam Lingerie стала рекламировать Наталья Водянова, что позволило значительно повысить узнаваемость бренда и изменить его имидж. Она представила для бренда две коллекции нижнего белья. В 2011 году бренд запустил " boite à culottes " (комплект трусиков) и провёл замечательный показ мод в стиле Victoria’s Secret с такими топ-моделями, как: Каролина Куркова и Анджела Линдвалл. В последующие годы Etam Lingerie сохранил привычку к этим дефиле, организованным как спектакли в преддверии парижской Недели моды прет-а-порте.
В конце 2014 года Etam внесла разнообразие в маркетинг продажей в десятках своих магазинов нескольких сотен косметических товаров.
В июле 2019 года Etam объявила о приобретении контрольного пакета акций компании Ysé, французского онлайн-бренда белья. Сумма сделки не была раскрыта, но эта сделка означала желание Etam инвестировать в сильные бренды нижнего белья в цифровой сфере.

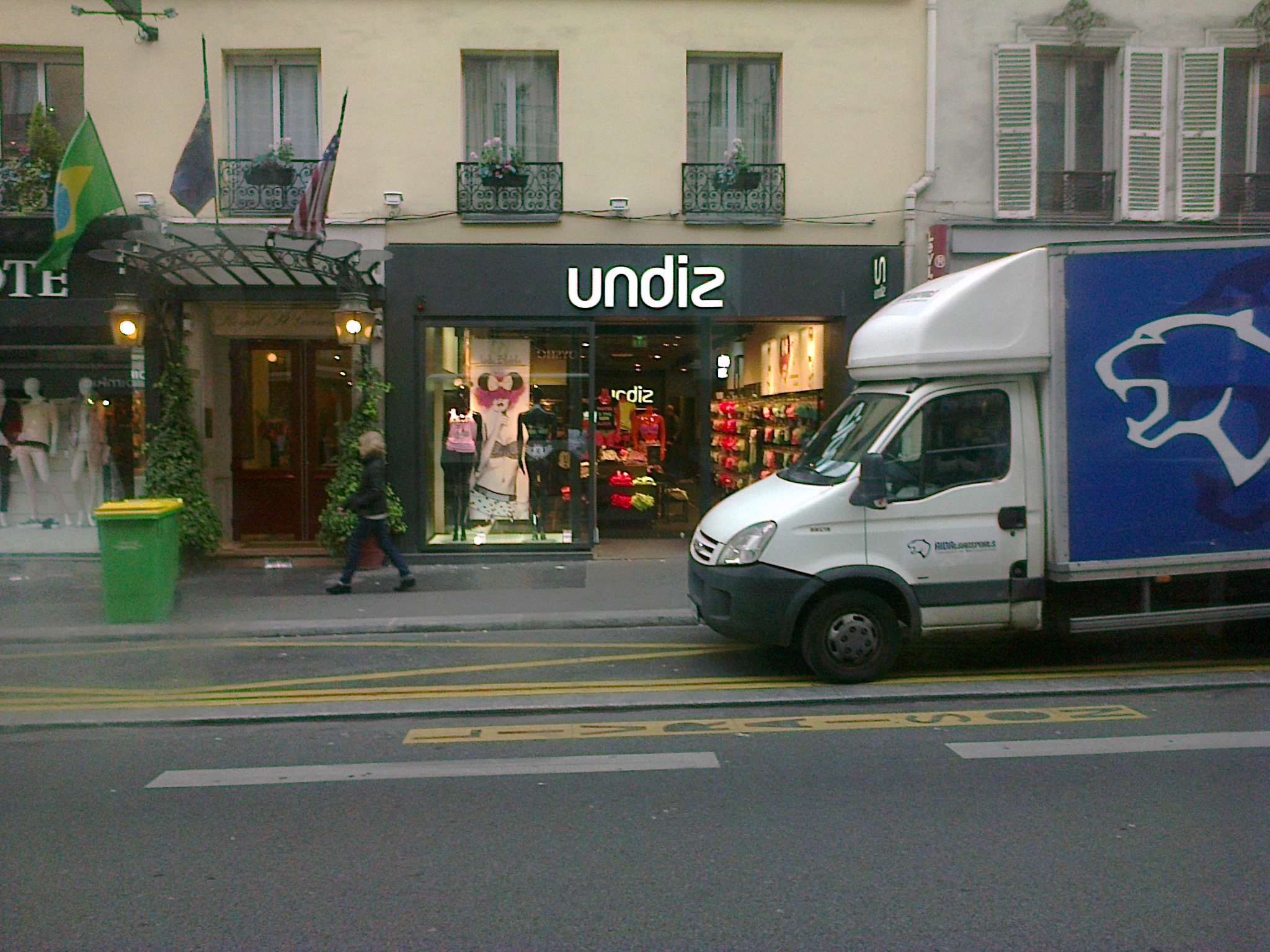
Бутик Undiz в Париже.

В августе 2017 года банки Natixis и Rothschild Martin Maurel, действуя от имени Finora, информировали Autorité des marchés financiers (Комиссия по надзору за финансовым рынком) о решении осуществить принудительный выкуп акций Etam Développement, не внесённых в предложение миноритарными акционерами. После закрытия упрощённого тендерного предложения относительно покупки акций Etam Développement с 21 июля по 3 августа включительно Finora владеет, вместе с членами семей Милькьор (53,5 %) и Тарика (15 %), оставив 32,5 % акций на фондовом рынке.

## Деятельность
Компания разработала несколько брендов:
- Etam Prêt-à-porter и Etam Lingerie — для женщин 20-ти — 40-ка лет;
- 1.2.3 — предназначен для зрелых женщин[25];
- Undiz — предлагает фантазийную, яркую одежду и бельё для молодёжи[25]

## Комментарии
1. ↑  В название вошли первые буквы предприятия Mayer, часть названия Setamil, и, предположительно, оно произошло от ткани, используемой Максом Линдеманом (кисея по-французски: этамин фр. étamine).